# ユウレイモヅル
ユウレイモヅル（学名：Euryale aspera）は、ユウレイモヅル科の棘皮動物の一種。
広義のテヅルモヅルの一種とされるが、テヅルモヅル科ではない。

## 概要
インド洋から西太平洋にかけて分布。直径およそ5.3センチメートルで、腕を伸ばすと30センチメートル程度の大きさになる。黄色や白などが生息する。
日中は岩陰などに隠れ、活発に行動するのは夜間である。
腕を広げた姿がまるで幽霊のように見えたため、この名が付いた。